# Regionalna Dyrekcja Lasów Państwowych w Gdańsku

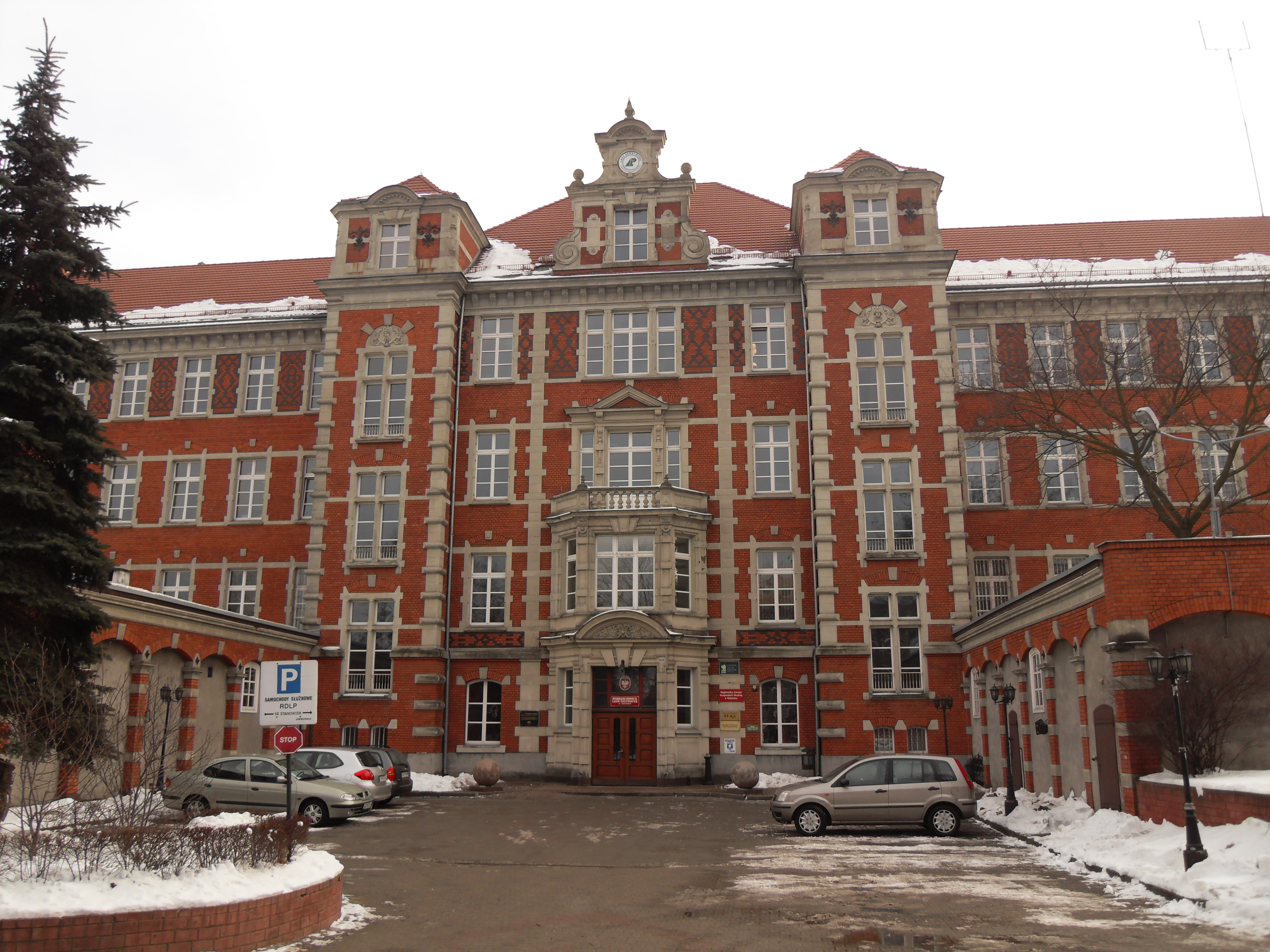
Siedziba RDLP w Gdańsku przy ul. ks. Franciszka Rogaczewskiego

Regionalna Dyrekcja Lasów Państwowych w Gdańsku – jedna z 17 Regionalnych Dyrekcji Lasów Państwowych w Polsce.

## Historia
Działalność Okręgowego Zarządu Lasów Państwowych w Gdańsku (nazwa dyrekcji do 1992 r.) rozpoczęła się po II wojnie światowej, po powołaniu jej 1 kwietnia 1945 r. przez ministra Rolnictwa i Reform Rolnych. Organizatorem OZLP w Gdańsku i jej pierwszym dyrektorem był dr Edward Więcko. Siedziba dyrekcji mieściła się początkowo w Sopocie, a w 1949 r. została przeniesiona do Gdańska, do budynku przy ulicy ks. Franciszka Rogaczewskiego, gdzie znajduje się do dziś. W pierwszym roku działalności utworzono 58 nadleśnictw. Dalsze zmiany organizacyjne, łączenie nadleśnictw w większe jednostki spowodowały, że w 1974 r. w skład OZLP w Gdańsku wchodziło 14 nadleśnictw, Zespół Składnic Lasów Państwowych, Ośrodek Transportu Leśnego oraz Ośrodek Remontowo-Budowlany. Dalsze zmiany organizacyjne doprowadziły do likwidacji w 1975 r. gdańskiego OZLP, który został ponownie utworzony 1 stycznia 1982 r. Wejście w życie ustawy z dnia 28 września 1991 r. o lasach spowodowało przemianowanie Okręgowego Zarządu LP jako przedsiębiorstwa wielozakładowego na Regionalną Dyrekcję Lasów Państwowych. Określono na nowo kompetencje poszczególnych jednostek organizacyjnych, nadano Lasom Państwowym nowy statut. Obecnie w strukturach Regionalnej Dyrekcji Lasów Państwowych w Gdańsku funkcjonuje 15 nadleśnictw oraz Zakład Przerobu Drewna w Lęborku.

## Charakterystyka
Powierzchnia gruntów zarządzanych przez RDLP w Gdańsku wynosi ponad 304 tys. ha. Działa w województwach: pomorskim, warmińsko-mazurskim oraz kujawsko-pomorskim, na terenie 21 powiatów i 94 gmin.

## Struktura
Obszar Regionalnej Dyrekcji Lasów Państwowych w Gdańsku podzielony jest na 15 nadleśnictw, którym podlega 279 leśnictw.

### Nadleśnictwa
- Cewice
- Choczewo
- Elbląg
- Gdańsk z siedzibą w Gdyni
- Kaliska
- Kartuzy z siedzibą w Burchardztwie
- Kolbudy
- Kościerzyna
- Kwidzyn
- Lębork
- Lipusz
- Lubichowo
- Starogard
- Strzebielino z siedzibą w Luzinie
- Wejherowo

## Osiągnięcia
W uznaniu szczególnych zasług dla społeczności akademickiej i rozwoju Uniwersytetu Gdańskiego RDLP w Gdańsku otrzymała w 2017 r. Złoty Medal Uniwersytetu Gdańskiego „Bene merito et merenti”.